# Klinoatacamit
Klinoatacamit (Jambor a kol. 1996), chemický vzorec Cu2[(OH)3|Cl], je jednoklonný minerál, polymorfní s botallackitem (jednoklonný), atacamitem (kosočtverečný) a snad i paratacamitem (klencový).

## Morfologie
Tvoří zrna o velikosti do 1 mm a jejich agregáty, makroskopicky neodlišitelné od paratacamitu, s kterým srůstá (liší se jen optickými vlastnostmi) (paratacamit je opticky jednoosý (-), klinoatacamit je opticky dvojosý (-)). Srůsty dosahují velikosti až 1 mm, též práškovité agregáty. Běžně dvojčatí podle {100}.

## Vlastnosti
- Fyzikální vlastnosti: Dokonale štěpný podle {012}, lom zemitý, křehký. Tvrdost 3, hustota (vypočtená) 3,77 g/cm³.
- Optické vlastnosti: Barvu má zelenou až tmavě zelenou, vzácněji je modrozelený, lesk má diamantový až skelný. Je průsvitný až průhledný.

## Naleziště
Popsán původně z ložiska Chuquicamata v Chile v asociaci s atacamitem, paratacamitem, sádrovcem a alunitem. Dále znám z Remolinos (prov. Atacama). Z Německa (Bernburg v Sasku-Anhaltsku), Velké Británie (Castletown mine ve Skotsku), Austrálie (povrchová dobývka Iron Monarch v Jižní Austrálii).